# استرلا کابزا کاندلا
 استرلا کابزا کاندلا (انگلیسی: Estrella Cabeza Candela؛ زادهٔ ۲۰ فوریهٔ ۱۹۸۷) یک تنیس‌باز اهل اسپانیا است.